# Kemetyzm
Kemetyzm – religia politeistyczna będąca współczesną formą wierzeń starożytnego Egiptu. Termin ten pochodzi od egipskiego słowa kmt, zwykle wymawianego jako kemet, oznaczającego dosłownie czarna ziemia i będącego staroegipską nazwą Egiptu.

Oko Horusa (udżat) przez kemetystów jest uważany za jeden z symboli religijnych.

Istnieje kilka głównych nurtów, z których każdy ma inne podejście do swoich przekonań, od eklektycznych po rekonstrukcyjne.

## Wierzenia

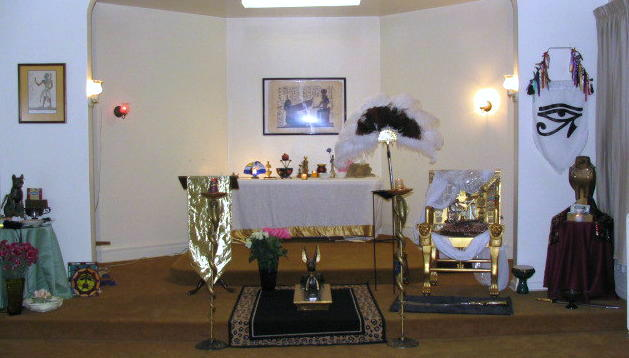
Główna kaplica Kemetyzmu

Zważywszy na wyparcie rdzennych wierzeń egipskich, początkowo przez chrześcijaństwo, a następnie przez islam; współcześni kemetyści decydują się na przyjęcie mniej lub bardziej zreformowanego zespołu wierzeń i praktyk sakralnych, często uzupełniając braki w wiedzy metodologią gnostyczną. Wyznawcy kemetyzmu skupiają się w swojej religii na oddawaniu czci starożytnym egipskich bogom i honorowaniu swoich bliskich zmarłych; nazywanych przez nich Akh. Praktyka tych wierzeń na ogół przybiera formę; życia w zgodzie z Maat, składania ofiar dla bogów i zmarłych, odmawiania modlitw i tworzenia ołtarzy, ale nie ma dokładnych i ścisłych wytycznych dotyczących kultu. Ołtarze mogą zawierać przedmioty, takie jak: świece, idole i naczynia ofiarne. Kemetyzm wśród jego wyznawców jest uznawany za religię natury, traktującą bogów jako władców sił występujących w przyrodzie i objawiających się nieustannie w świecie nas otaczającym. 

### Etyka
Podstawowymi źródłami etyki kemetyzmu są różne wersje 42 zaprzeczeń, które często spisane były w egipskich księgach umarłych. Ze względu na brak jednej, ogólnie przyjętej wersji tego tekstu, nie ma wśród kemetystów dokładnie określonych i przyjętych przez ogół zasad postępowania. By ocenić słuszność swoich decyzji, kemetyści odwołują się do starożytnych tekstów w poszukiwaniu rad, a nie ściśle wytyczonych nakazów i zakazów. Pisma takie jak: maksymy Ptahhotepa, i nauki dla króla Merikare; także są wykorzystywane.

### Heka
Jednym z bardziej kontrowersyjnych terminów pośród kemetystów jest „heka”, która często definiowana jest jako egipska magia. Współcześni egipscy poganie jednak nie oddzielają jej od swojej standardowej działalności religijnej, zacierając tym samym w swoich wierzeniach różnice pomiędzy praktyką zaklęć mających przynieść odpowiednią korzyść, a ceremoniami o charakterze sakralnym.

## Kalendarz liturgiczny
Kemetyczny kalendarz opiera się w głównej mierze na obserwacji zjawisk astronomicznych, takich jak fazy księżyca, czy heliakalny wschód Syriusza (mający wyznaczać w niektórych denominacjach początek roku liturgicznego). Liczba obchodzonych świąt w ciągu roku różni się w zależności od określonego nurtu i tradycji, wybranych przez jednostkę. Każde ze świąt honorować ma ważne wydarzenia mitologiczne lub szczególne bóstwo.

## Dualizm Maat i Isfet
Bardzo istotną rolę w religii kemetystycznej gra dualizm pomiędzy Maat oraz Isfet. Słowo Maat odnosi się zarówno do bogini Maat, jak i do konceptu szeroko rozumianego porządku. Wyraz ten w języku staro-egipskim ma wiele znaczeń; m.in.: dobroczynienie, piękno, równowaga, kreacja. Isfet natomiast odnosi się wyłącznie do konceptu szeroko pojętego chaosu. Isfet tłumaczyć można jako: złoczynienie, nieczystość i zniszczenie. Kemetyści wierzą w nieskończoną i cykliczną walkę dobra ze złem. Przykładem jej, jest mit o podróży boga słońca przez świat umarłych. Bóg Ra każdej nocy żegluje do świata podziemnego, gdzie zawsze czeka tam na niego zły demon Apophis, który stara się połknąć jego barkę. Zawsze jednak Apophis jest powstrzymywany przez bogów wspierających.

Starożytni Egipcjanie wyrażali w swoim piśmie wiarę w to, że każde bóstwo żyje w Maat i ludzie stworzeni zostali do tego samego. W religii ich nie istniało pojęcie pierwotnego grzechu i każdy człowiek mógł wybrać, czy zachowywać się zgodnie z wolą bogów i unikać zła, czy być jej nieposłusznym i stale praktykować złoczynienie. Koncept ten wyraża m.in.  poniższy fragment Tekstów Sarkofagów:
,,Stworzyłem każdego jako podobnego drugiemu. Nie nakazałem im czynić zła (isfet), to ich serca zniszczyły to, co ustanowiłem." (Teksty Sarkofagów, zaklęcie 1130)